# Gewimperde aardster
De gewimperde aardster (Geastrum fimbriatum) is een schimmel die behoort die behoort tot de familie Geastraceae. Hij is te herkennen aan de gelijktijdige aanwezigheid van minimaal zes slippen, een gewimperde mondzone zonder plooien, ringvoor of hof en het missen van een steeltje tussen bolletje en slippenkrans.
De vruchtlichamen verschijnen alleen of in groepen van april tot november, maar meestal tussen september en oktober. De aardster groeit in zowel loof- als naaldbossen. Hij wordt vaak gevonden in het strooisel van naaldbossen, vooral onder sparren. Maar hij komt ook voor op bospaden, in struiken, op spoordijken of in parken en begraafplaatsen.

## Kenmerken
De vruchtlichamen zijn 2 tot 8 cm breed en tot 5 cm hoog. Jonge vruchtlichamen zijn bolvormig en roodbruin van kleur. Ze ontwikkelen zich ondergronds. Bij rijpheid scheurt de buitenste schil (Exoperidium) stervormig open en buigt naar buiten. Dit tilt het vruchtlichaam uit de grond en geeft het een typische stervorm. Het exoperidium bestaat dan uit 5 tot 10 stervormige, lichtgrijsbruine tot crèmekleurige lobben die al snel opkrullen.
Het endoperidium, dat wil zeggen de schaal die de binnenbal (sporenzak) omringt, is zittend en zit direct op de buitenschaal. Het oppervlak is crème tot bleekbruin, watachtig en bedekt met vastgegroeide aarde. Aan de top van de sporenzak bevindt zich een kleine, omzoomde opening die het peristoom wordt genoemd. Door deze licht kegelvormige opening kunnen de lichtbruin gekleurde sporen ontsnappen. Het peristoom heeft geen halo in de gerimpelde aardster.
De ronde, fijne wrattige sporen hebben een diameter van 3 tot 4 µm.

## Vergelijkbare soorten
- Roze aardster (G. rufescens) is veel groter, heeft grotere sporen en na drogen blijkt het bolletje toch gesteeld (kort en breed). Bovendien is na het afpellen van de zwamvloklaag een bruinroze tot licht vuilbruine laag zichtbaar.
- Gekraagde aardster (G. triplex) jonge, net geopende exemplaren van de worden relatief vaak aangezien voor de gewimperde aardster aangezien de hof soms moeilijk te zien is en de kraag nog niet ontwikkeld en bovendien de habitus hetzelfde is. De Gekraagde aardster heeft echter slippen met gladde bruine onderzijde zonder vastgegroeide aarde.
- Viltige aardster (G. saccatum) verwarring met deze soort komt ook voor. De viltige aardster heeft echter slippen met okergele tot geelbruine onderzijde zonder vastgegroeide aarde.

## Ecologie
De gewimperde aardster is een typische bos-aardster. De soort staat het meest in naaldbossen, maar is ook in loof- en gemengd bos,(duin)struwelen, tuinen en parken en langs lanen te vinden. De soort staat op droge tot matig vochtige plaatsen, vooral op zand, maar ook op lemig zand en klei, en heeft een lichte voorkeur voor kalkhoudende bodems. De gewimperde aardster groeit zowel op voedselrijke als op voedselarme bodems, vaak op plaatsen met veel strooisel.

## Verspreiding

Europees verspreidingsgebied
- groen = landen met meldingen van vondsten
- roomwit = landen zonder bewijs
- lichtgrijs = geen gegevens
- donkergrijs = niet-Europese landen.

De gewimperde aardster heeft een wereldwijd verspreidingsgebied. Hij wordt gevonden in Noord-Amerika (Canada, Mexico, Verenigde Staten), Midden-Amerika (Ecuador), Zuid-Amerika (Bolivia, Venezuela, Argentinië), Azië (Japan, Noord-Korea, Zuid-Korea), Australië, Nieuw-Zeeland en Europa.
De gewimperde aardster is de meest algemene soort van Europa en komt voor van de Middellandse Zee tot in Schotland, Noord-Scandinavië en Noord-Rusland. Hij komt voor in heel West- en Midden-Europa, maar niet algemeen. In het zuiden komt hij voor van Portugal en Spanje in het westen tot Roemenië en Oekraïne in het zuidoosten. De aardster is wijdverbreid in Bulgarije en komt voor in de Donau-laaglanden en aan de kust van de Zwarte Zee, maar ook in de bergen. In het noorden is hij verspreid over Fennoscandinavië. In Noorwegen strekt het bereik zich uit tot de 69e, in Zweden tot de 67e breedtegraad.
In Nederland komt hij algemeen voor. Hij staat op de rode lijst in de categorie 'kwetsbaar'. Hij is wijd verspreid in Nederland, ook in het binnenland. De soort is het meest algemeen in de binnenduinrand van de kalkrijke duinen en in Zuid-Limburg en wordt opvallend weinig gevonden in het Waddendistrict. In België is de gewimperde aardster de meest algemene aardster